# Solenostoma totopapillosum
Solenostoma totopapillosum là một loài rêu tản trong họ Jungermanniaceae. Loài này được (E.A. Hodgs.) R.M. Schust. miêu tả khoa học lần đầu tiên năm 1997.